# GOLDEN☆BEST II 岩崎宏美
『GOLDEN☆BEST II 岩崎宏美』（ゴールデンベスト・ツー いわさきひろみ）は、岩崎宏美のベスト・アルバム。発売元はビクターエンタテインメント。

## 解説
- 本作は、前作『GOLDEN☆BEST 岩崎宏美』の好評を受け企画された第二弾である。
- 1曲目と2曲目は「オーケストラで聴く名曲達」と題し、代表曲2曲の1990年代再録ヴァージョンを収録。
- 3曲目から7曲目までは「モア・ヒット・シングル TOP5」と題し、セールス上位20曲を収録した前作から惜しくも漏れた21位から25位までを収録。
- 8曲目から18曲目までは「ベスト・スタンダード・ソングス」と題し、売上やシングルか否かに関わらず人気曲の数々が収録された。

## 収録曲
1. 思秋期 (ニュー・バージョン)
  - 作詞：作詞：阿久悠／作曲：三木たかし／編曲：塩谷哲
  - アルバム『MY GRATITUDE〜感謝』収録ヴァージョン。
2. 聖母たちのララバイ (ニュー・バージョン)
  - 作詞：山川啓介／作曲：ジョン・スコット・木森敏之／編曲：樋口康雄
  - アルバム『誕生』収録ヴァージョン。
3. 女優
  - 作詞：なかにし礼／作曲・編曲：筒美京平
4. さよならの挽歌
  - 作詞：阿木燿子／作曲・編曲：筒美京平
5. あざやかな場面
  - 作詞：阿久悠／作曲：三木たかし／編曲：三木たかし・船山基紀
6. 銀河伝説
  - 作詞：阿久悠／作曲：宮川泰／編曲: 川口真
7. 夏に抱かれて
  - 作詞：山上路夫／作曲・編曲：馬飼野康二
8. 真珠貝の歌
  - 作詞：岩谷時子／作曲・編曲：樋口康雄
  - 22ndアルバム『きょうだい』収録曲。
9. 未成年
  - 作詞：山川啓介／作曲：三木たかし／編曲: 萩田光雄
10. 姫ごころ
  - 作詞：佐藤ありす／作曲：花岡優平／編曲：山川恵津子
  - 17thアルバム『わがまま』収録曲。
11. 好きにならずにいられない
  - 作詞：松井五郎／作曲：山川恵津子／編曲:奥慶一
12. そばに置いて
  - 作詞：荒木とよひさ／作曲：三木たかし／編曲：羽田健太郎
  - ベスト・アルバム『ダル・セーニョ』収録曲。
13. 生きがい
  - 作詞：有馬三恵子／作曲：筒美京平／編曲：萩田光雄
  - 13thアルバム『私・的・空・間』収録曲。
14. いちご讃歌
  - 作詞：阿久悠／作曲：三木たかし／編曲：三木たかし
  - 「あざやかな場面」B面曲。
15. 学生街の四季
  - 作詞：阿久悠／作曲：川口真／編曲：萩田光雄
  - 4thアルバム『ウィズ・ベスト・フレンズ』収録曲。
16. この広い空の下
  - 作詞：阿久悠／作曲・編曲：馬飼野康二
  - 1stアルバム『あおぞら』収録曲、
17. 私たち
  - 作詞：阿久悠／作曲・編曲：筒美京平
  - 「ロマンス」B面曲。
18. 月見草
  - 作詞：阿久悠／作曲：筒美京平／編曲：萩田光雄
  - 「二重唱 (デュエット)」B面曲。